# 오노다, 정글에서 보낸 10 000일
오노다, 정글에서 보낸 10 000일(ONODA 一万夜を越えて, Onoda - 10 000 Nights in the Jungle)은 일본에서 제작된 아더 하라리 감독의 2020년 서스펜스, 미스터리 영화이다.

## 출연
- 엔도 유야